# にしくまもと病院
にしくまもと病院は、医療法人相生会が運営する、熊本県熊本市南区富合町古閑1012番地に所在する病院。

## 沿革
- 1988年1月18日 - 開設。

## 診療科等
- 内科
- 糖尿病/代謝内科
- 麻酔科
- 消化器内科
- 神経内科
- 呼吸器内科
- 泌尿器科
- 循環器内科
- 皮膚科
- 整形外科
- リハビリテーション科
- 外科

## 交通アクセス
- JR九州鹿児島本線宇土駅下車 タクシー5分
- JR九州鹿児島本線富合駅より徒歩10分
- 桜町BT21番のりばより九州産交バス 松橋（川8系統・川尻バイパス・新道経由）行きに乗車、「新村」バス停で下車、徒歩1分。

## 関連施設
- 通所リハビリテーションれんげ草
- 訪問看護ステーションきんもくせい
- 指定居宅介護支援事業所